# Niel
Niel és un municipi belga de la província d'Anvers a la regió de Flandes. Limita al nord amb Schelle, al nord-est amb Aartselaar, a l'est amb Rumst, al sud-oest amb Bornem, al sud amb Puurs i al sud-est amb Boom

## Evolució de la població

### Seglexix
| Any      | 1806 | 1816 | 1830 | 1846 | 1856 | 1866 | 1876 | 1880 | 1890 |
| -------- | ---- | ---- | ---- | ---- | ---- | ---- | ---- | ---- | ---- |
| Població | 1775 | 2009 | 2501 | 3358 | 3621 | 4225 | 4834 | 5173 | 6020 |
|          |      |      |      |      |      |      |      |      |      |

### Segle XX (fins a 1976)
| Any      | 1900 | 1910 | 1920 | 1930   | 1947   | 1961   | 1970 | 1976 |  |
| -------- | ---- | ---- | ---- | ------ | ------ | ------ | ---- | ---- |  |
| Població | 7310 | 8866 | 9084 | 10.275 | 10.804 | 10.453 | 9788 | 8790 |  |
|          |      |      |      |        |        |        |      |      |  |

### 1977 ençà
| Any       | 1977 | 1980 | 1985 | 1990 | 1995 | 2000 | 2005 | 2006 |
| --------- | ---- | ---- | ---- | ---- | ---- | ---- | ---- | ---- |
| Població  | 8790 | 8501 | 8042 | 7814 | 7947 | 8405 | 8714 | 8799 |
| Font: NIS |      |      |      |      |      |      |      |      |